# Riot Games
Riot Games — американская компания, разработчик видеоигр, издатель, и организатор киберспортивных турниров, основанная в 2006 году. Главный офис находится в Западном Лос-Анджелесе, штат Калифорния. На 2016 год имеет дополнительные офисы в городах Берлин, Дублин, Гонконг, Стамбул, Мехико, Москва, Нью-Йорк, Сент-Луис, Сантьяго, Сан-Паулу, Сеул, Шанхай, Сингапур, Сидней, Тайбэй и Токио. С 2011 года Riot является дочерней компанией Tencent.
Компания известна прежде всего многопользовательской компьютерной игрой League of Legends, которая была выпущена в Северной Америке и Европе 27 октября 2009 года; Riot Games также выпустила несколько игр-спиноффов, объединённых с League of Legends общей вымышленной вселенной и персонажами, а также не связанный с ними шутер Valorant. Как организатор киберспортивных состязаний по League of Legends, Riot поддерживает ряд киберспортивных лиг и Чемпионат мира по League of Legends, а также координацию съёмок и трансляций этих мероприятий. 

## История
Riot Games была основана в качестве разработчика инди-игр в 2006 году Брэндоном «Райз» Беком и Марком «Триндамир» Мерриллом в Лос-Анджелесе. Компания анонсировала свою первую игру, League of Legends: Clash of Fates, в октябре 2008 года и выпустила её в октябре 2009 года как League of Legends. Игра использует бесплатную игровую модель, поддерживаемую микротранзакциями, а не рекламой или продажей коробочных копий.
В 2008 году Riot Games получила первоначальное финансирование в $7 млн от венчурных компаний Benchmark Capital и FirstMark Capital. Во втором раунде финансирования в 2009 году компания привлекла $8 млн от Benchmark, FirstMark, и китайского технологического гиганта Tencent Holdings. В начале 2011 года, Tencent Holdings выкупила контрольный пакет акций Riot Games. Позже компания Tencent сообщила, что сделка составила $231,465,000.
В числе сотрудников компании такие ветераны Defense of the Ancients, как бывший ведущий разработчик Стив «Guinsoo» Фек, и основатель официального сайта DotA-Allstars.com Стив «pendragon» Мескон. В Riot Games также работают некоторые бывшие сотрудники Blizzard Entertainment. 12 июля 2013 года Business Insider поставил Riot Games на 4-е место в списке топ-25 технологических компаний для работы в 2013 году.
8 ноября 2013 года Riot Games сообщила, что компания переедет в новое здание в Западном Лос-Анджелесе в 2015 году.
16 декабря 2015 года Riot Games продала оставшиеся акции Tencent Holdings.
8 марта 2016 года Riot объявила о приобретении Radiant Entertainment.
В октябре 2019 года Riot Games анонсировала несколько новых игр: версию League of Legends для мобильных устройств и консолей, известную как Wild Rift, мобильную версию режима Teamfight Tactics от League of Legends, цифровую коллекционную карточную игру под названием Legends of Runeterra. Компания также анонсировала другие игры — под кодовым названием Project A (позже было названо Valorant), Project L и Project F — которые не были подробно описаны.
В апреле 2020 года Riot Games приобрела независимую студию Hypixel Studios, в которую они инвестировали в течение предыдущих восемнадцати месяцев, чтобы помочь им выпустить Hytale, игру-песочницу на основе вокселей. Также в апреле Riot объявила о планах открыть в том же году офис в Сингапуре. Riot Games Singapore будет поддерживать существующие игры Riot и будет уделять основное внимание разработке новых игр. Джейсон Бандж был принят на должность директора по маркетингу Riot Games в октябре 2020 года.
В ноябре 2020 года Riot Games анонсировала первый крупный турнир по Valorant — Valorant Champions Tour.
В октябре 2022 года Riot Games приобрела у компании Wargaming студию Wargaming Sydney, переименовав её в Riot Sydney.

## Игры
| Год  | Название                     | Жанр                  | Платформа                               |
| ---- | ---------------------------- | --------------------- | --------------------------------------- |
| 2009 | League of Legends            | MOBA                  | Windows, macOS                          |
| 2020 | Teamfight Tactics            | autochess             | Windows, Android, iOS                   |
| 2020 | League of Legends: Wild Rift | MOBA                  | Android, iOS                            |
| 2020 | Legends of Runeterra         | карточная игра        | Windows, Android, iOS                   |
| 2020 | Valorant                     | шутер от первого лица | Windows, PlayStation 5, Xbox Series X/S |
| TBA  | LoL Esports Manager          | симулятор             | Windows, Android, iOS                   |
| TBA  | 2XKO                         | файтинг               | Windows, PlayStation 5, Xbox Series X/S |
| TBA  | Project F (рабочее название) | action/RPG            | TBA                                     |
| TBA  | TBA                          | MMORPG                | TBA                                     |

## Мини-игры
| Название               | Год  | Жанр            | Платформа         |
| ---------------------- | ---- | --------------- | ----------------- |
| Астро Тимо             | 2015 | Аркада          | Windows/MacOS     |
| Чо’Гат пожирает мир    | 2014 | Аркада          | Windows/MacOS     |
| Блицкранк спасает Поро | 2015 | Сайд-скроллер   | iOS/Android/Flash |
| Mechs vs. Minions      | 2016 | Настольная игра | Нет               |

## Анимационные сериалы
| Год  | Оригинальное название |
| ---- | --------------------- |
| 2021 | Arcane                |

## Riot Forge

### Игры Riot Forge
| Год  | Название                                  | Жанр                   | Платформы                                                | Разработчик       |
| ---- | ----------------------------------------- | ---------------------- | -------------------------------------------------------- | ----------------- |
| 2021 | Ruined King: A League of Legends Story    | Пошаговая ролевая игра | PC, PS4, PS5, Xbox One, Xbox Series X/S, Nintendo Switch | Airship Syndicate |
| 2021 | Hextech Mayhem: A League of Legends Story | Ритм-раннер            | PC, Nintendo Switch                                      | Choice Provisions |
| 2023 | Song of Nunu: A League of Legends Story   | Приключенческий боевик | PC, PS4, PS5, Xbox One, Xbox Series X/S, Nintendo Switch | Tequila Works     |
| 2023 | The Mageseeker: A League of Legends Story | Экшен ролевая игра     | PC, PS4, PS5, Xbox One, Xbox Series X/S, Nintendo Switch | Digital Sun       |
| 2023 | Conv/rgence: A League of Legends Story    | Платформер             | PC, PS4, PS5, Xbox One, Xbox Series X/S, Nintendo Switch | Double Stallion   |

## Настольные игры Riot Tabletop
| 2020                      |
| ------------------------- |
| Tellstones: King’s Gambit |

## Награды
- Ernst & Young — предприниматели года (Бек и Мерилл) (2011)[22]
- Business Insider — 4-е из 25 мест лучших технологических компаний (2013)[23]
- Game Developers Choice Awards — премия «Пионер» (Бек и Мерилл) (2014)[24]
- Inc. — компания года (2016)[25]
- British Academy of Film and Television Arts — специальная премия (2017)[26]
- Национальная академия телевизионных искусств и наук[англ.] — за выдающийся графический дизайн (2018)[27]

## Судебные разбирательства
В 2017 году Riot Games подала иск против Moonton Technology Co., разработчика мобильной игры Mobile Legends: Bang Bang, из-за нарушения авторских прав, сославшись на сходство между Mobile Legends и League of Legends. Первоначально дело было прекращено в Калифорнии из-за несоблюдения правил. Затем Tencent от имени Riot Games подала новый иск в китайский суд, который вынес решение в пользу Tencent в июле 2018 года, присудив ему ущерб в размере 2,9 миллиона долларов.
В октябре 2019 года Riot Games подала иск против Riot Squad Esports LLC, находящейся в Чикаго киберспортивной организации, основанной в марте 2019 года, утверждая, что Riot Squad преднамеренно нарушила торговую марку Riot Games «Riot».
В 2021 году суд Лос-Анджелеса постановил, что компания выплатит 100 миллионов долларов своим сотрудницам, в том числе бывшим по делу о гендерной дискриминации и домогательствах.